# Grupo de las tres líneas

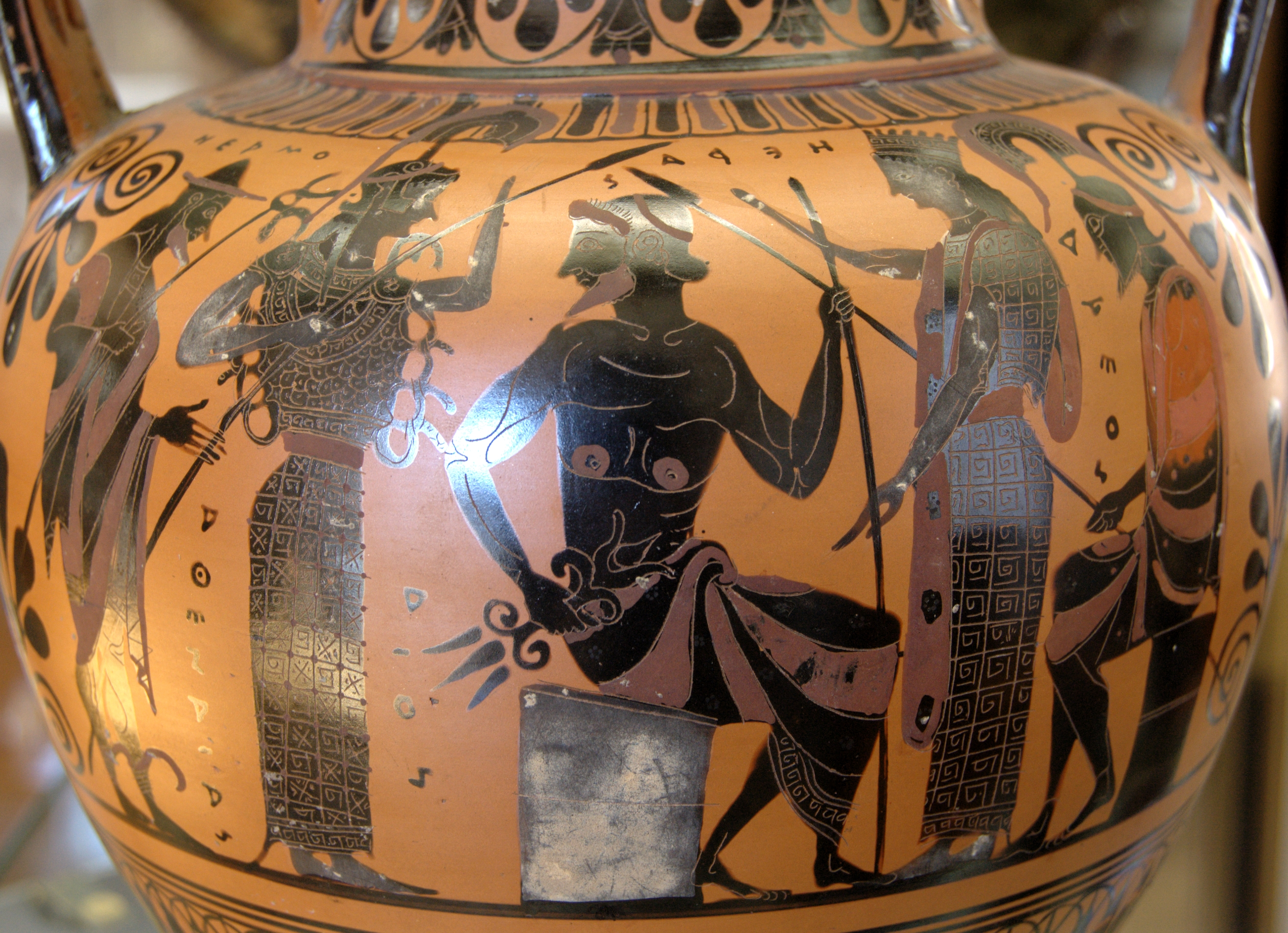
Hermes, Atenea, Zeus, Hera y Ares. París, Museo del Louvre. Cara A de una ánfora de cuello ática de figuras negras, finales del siglo VI a. C.

El término Grupo de las tres líneas describe a un grupo de pintores áticos de vasos de figuras negras, así como a un tipo de vaso. Pertenecen al último cuarto del siglo VI a. C.
El nombre convenido del grupo se basa en su costumbre de separar las franjas decorativas individuales de las ánforas de cuello de formato pequeño con tres líneas de separación. El grupo produjo obras de calidad cada vez peor durante su periodo de actividad. Sus decoraciones rara vez son mejores. A pesar de la escasa calidad, su obra recuerda a John Beazley al Pintor de Andócides. Los vasos del grupo suelen tener muchas inscripciones. Además de los nombres de las figuras representadas, también podían llevar inscripciones kalós para Onetorides o Hipócrates.